# Cecil J. Watson

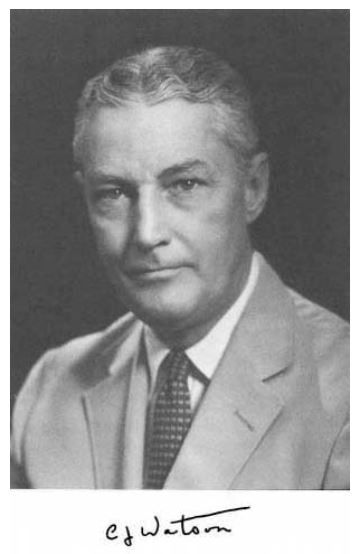
Cecil J. Watson

Cecil James Watson (* 31. Mai 1901 in Minneapolis; † 11. April 1983 in Minneapolis) war ein US-amerikanischer Hepatologe. 

## Leben
Watson wurde am 31. Mai 1901 in Minneapolis als ältestes von vier Kindern geboren. Sein Vater war in Irland geboren und praktizierender HNO-Arzt in Minneapolis, der seine medizinische Ausbildung in Kanada erhielt. Seine Mutter war die Tochter irischer Immigranten.
Er studierte zunächst ein Jahr französische und englische Literatur, bevor er 1921 sein Medizinstudium in Ann Arbor aufnahm. 1922 zog er aus familiären Gründen nach Minneapolis und machte 1925 seinen Abschluss an der Universität von Minnesota. Im zweiten Studienjahr lernte er den Pathologen Elexious Thompson Bell kennen, unter dessen Anleitung Watson an Bells Institut mehrere Forschungsstudien durchführte. Diese Studien wurden sowohl für den Abschluss des Doktors der Medizin (M.D.) als auch für den Doktor der Philosophie (Ph.D.) im Jahr 1926 anerkannt. 1928 begann er in einer Privatklinik in Minot, North Dakota, seine Facharztausbildung zum Pathologen. Dort war er als Direktor des Labors und als Internist tätig, setzte aber auch seine Forschungsstudien fort. Während seiner zweijährigen Fortbildung entwickelte er eine Hepatitis. 1930 zog er erneut nach Minneapolis. 
Er starb mit 82 am 11. April 1983 in Minneapolis. Seit 1925 war er verheiratet.

## Wirken
Durch genaue Selbstbeobachtung seiner Erkrankung entdeckte er die Interaktion der Gallenpigmente im Urin. Dank der Unterstützung von Förderern in Minnesota konnte er einen Forschungsaufenthalt in München bei dem Nobelpreisträger Hans Fischer, einem führenden Experten für Gallenfarbstoffe, absolvieren. In einer zweijährigen Laborarbeit von 1930 bis 1932 gelang ihm die Kristallisation von Sterkobilin, was zur weiteren Klärung des Hämoglobin-Abbaus beitrug. Tief beeindruckt war Watson auch von den Vorlesungen des Internisten Friedrich von Müller.
Er wurde 1934 Assistenzprofessor und 1936 außerordentlicher Professor. Von 1942 bis zu seiner Emeritierung 1966 war er Professor und Direktor der Inneren Klinik an der Universität von Minnesota, unterbrochen von 1943 bis 1946 aufgrund einer militärischen Dienstverpflichtung an ein geheimes Laboratorium des Manhattan Projekts in Chicago. Nach dem Krieg setzte er seine Forschungen über Chemie und Pathophysiologie des Hämoglobin-Stoffwechsels fort. Dabei wies er das Haematin als Therapeutikum bei der akuten hepatischen Porphyrie nach. Mit seinem Kollegen Samuel Schwartz vollzog er 1941 den Watson-Schwartz-Test zum Nachweis des Porphobilinogens im Urin. Er war auch als Spezialist für chronische Lebererkrankungen.

## Ehrungen
- 1959: Mitglied der National Academy of Sciences[2]
- 1968: Ehrenmitglied der Deutschen Gesellschaft für Hämatologie und Medizinische Onkologie[3]
- 1972: George M. Kober Medal
- Ehrendoktor der Universität Mainz[2]
- Ehrendoktor der Universität München[2]